# Куцини
Куцини (пол. Kuciny) — село в Польщі, у гміні Далікув Поддембицького повіту Лодзинського воєводства.
Населення — 62 особи (2011).
У 1975-1998 роках село належало до Серадзького воєводства.

## Демографія
Демографічна структура станом на 31 березня 2011 року:
|          | Загалом | Допрацездатний вік | Працездатний вік | Постпрацездатний вік |
| -------- | ------- | ------------------ | ---------------- | -------------------- |
| Чоловіки | 30      | 5                  | 20               | 5                    |
| Жінки    | 32      | 4                  | 17               | 11                   |
| Разом    | 62      | 9                  | 37               | 16                   |